# Jesús Valdés Sánchez
Jesús Lázaro Valdés Sánchez (Arteaga, Coahuila, 17 de diciembre de 1872 - ibídem, 10 de junio de 1959) fue un médico y político mexicano que se desempeñó como gobernador de Coahuila entre 1933 y 1937.

## Biografía
Nació en la Bella Unión, municipio de Arteaga, Coahuila, el 17 de diciembre de 1872, siendo hijo de Florentino Valdés y de Carmen Sánchez. Cursó los primeros estudios en su tierra natal y el bachillerato en el Ateneo Fuente. Recibió el título de médico cirujano por la Escuela Nacional de Medicina, el 5 de julio de 1899. Contrajo matrimonio con María Micaela Muriel Anguiano en la Ciudad de México el 9 de julio de 1900; la pareja procreó 6 hijos: Jesús, María Ethel, Marcelo, Alberto, Ramiro y Aurora. Prestó sus servicios médicos en Concepción del Oro, Zacatecas, entre 1900 y 1910. En Saltillo abrió su consultorio atendiendo a la población de manera altruista. Lector permanente adquirió un gran acervo cultural. Catedrático del Ateneo Fuente a partir de 1925, dirigió esa escuela de 1927 a 1933. 

## Gobernador de Coahuila
Gobernador constitucional del estado en el cuatrienio 1933-1937. Realizó una importante obra en caminos, impulsó la educación rural y urbana y dotó a numerosos poblados de agua potable. También durante su gestión, en 1936, nació el municipio de Francisco I. Madero. Construyó el Estadio Saltillo y embelleció la Alameda. Fundó la Escuela de Enfermería contigua al Hospital Civil de Saltillo. En su profesión destacó como hábil cirujano, por lo que al término de su gestión como gobernador, el general Lázaro Cárdenas le ofreció hacerse cargo de la Secretaría de Salud. Valdés Sánchez declinó la invitación y se retiró a vivir a su rancho. Falleció el 10 de junio de 1959 en Arteaga.
- Datos: Q5930755